# Duquesne Athletic Club
Duquesne Athletic Club ali Pittsburgh Duquesne je bil profesionalni hokejski klub iz Pittsburgha. Deloval je v ligi Western Pennsylvania Hockey League v njeni zadnji sezoni 1908/09. 23. decembra 1908 je razpadel klub Pittsburgh Lyceum in postajalo je nemogoče računati na postavo igralcev, saj so ti stalno prekinjali svoje pogodbe in se selili drugam. Odločeno je bilo tako, da se liga WPHL po sezoni 1909 ukine in se vrne nazaj k hokeju na lokalni ravni.